# اوکلند، شهرستان کمبریا، پنسیلوانیا
اوکلند (به انگلیسی: Oakland) یک منطقهٔ مسکونی در ایالات متحده آمریکا است که در شهرستان کمبریا، پنسیلوانیا واقع شده‌است. اوکلند ۳٫۶۷ کیلومتر مربع مساحت و ۱٬۵۷۸ نفر جمعیت دارد و ۴۸۵٫۵۵ متر بالاتر از سطح دریا واقع شده‌است.